# Anna Belyayeva
Anna Belyayeva –en bielorruso, Ганна Беляева, Hanna Beliayeva– (28 de abril de 1987) es una deportista azerbaiyana de origen bielorruso que compitió en lucha libre. Ganó dos medallas de bronce en el Campeonato Europeo de Lucha, en los años 2008 y 2013.

## Palmarés internacional
| Representando a Bielorrusia |                     |                   |           |
| Campeonato Europeo          |                     |                   |           |
| Año                         | Lugar               | Medalla           | Categoría |
| 2008                        | Tampere (Finlandia) | Medalla de bronce | 67 kg     |
| Representando a Azerbaiyán  |                     |                   |           |
| Campeonato Europeo          |                     |                   |           |
| Año                         | Lugar               | Medalla           | Categoría |
| 2013                        | Tiflis (Georgia)    | Medalla de bronce | 63 kg     |